# Холланд-парк
Хо́лланд-парк (англ. Holland Park) — часть лондонского района Кенсингтон, расположенная на западной окраине Центрального Лондона и включающая в себя одноимённую улицу и общественный парк. Официальных границ не имеет, но приблизительно очерчена улицами Кенсингтон-Хай-стрит на юге, Холланд-роуд — на западе, Холланд-парк-авеню — на севере и Кенсингтон-Чёрч-стрит — на востоке. Прилегающие районы — Ноттинг-Хилл (с севера), Эрлс-Корт (с юга) и Шепердс-Буш (с северо-запада).
Состоит в основном из озеленённых улиц, застроенных большими викторианскими таунхаусами. Содержит много магазинов, культурных достопримечательностей (таких, как Музей дизайна), отелей, спа и ресторанов, а также посольства нескольких государств. Улица Холланд-парк образована соединением трёх дорог, проложенных в 1860—1880 годах под руководством Уильяма и Фрэнсиса Рэдфордов (Radford) — строительных подрядчиков, получивших и выполнивших заказ на постройку более 200 домов в этой части города. Примечательные элементы жилой застройки XIX века — улица Ройял-кресент и частный дом Обри-хаус.

## История
До середины XIX века почти вся территория современного Холланд-парка представляла собой обширный земельный участок при большом яковианском особняке, построенном в 1605 году и носившем название Холланд-хаус. Во второй половине столетия владельцы особняка продали земли на периферии участка под жилую застройку. Возникший на этом месте городской район получил имя по названию особняка. В него вошли небольшие территории, не принадлежавшие Холланд-хаусу, — в частности, земли поместья Филлимор (от которого происходят названия по меньшей мере четырех улиц) и площадь Кэмден-Хилл-сквер.
В конце XIX века в районе Холланд-парка проживали многие известные художники (в том числе Фредерик Лейтон и Вэл Принсеп) и коллекционеры предметов искусства, составлявшие кружок «Холланд-парк».

### Кружок «Холланд-парк»
Кружком «Холланд-парк» (англ. Holland Park Circle) называлось неформальное объединение деятелей искусства — художников, скульпторов, архитекторов и коллекционеров, — проживавших в районе Холланд-парк во второй половине XIX века. Ключевую роль в работе группы играли Джордж Фредерик Уоттс, Фредерик Лейтон, Валентин Принсеп, Люк Филдс, Амо Торникрофт и Уильям Бёрджес. Большинство членов кружка состояли в Королевской академии художеств.
Малый Холланд-хаус («вдовий дом» при особняке), который арендовало семейство Принсепов и в котором проживал в качестве постоянного гостя Дж. Ф. Уоттс, служил местом собраний для многих художников, писателей и интеллектуалов того времени. В 1864 году рядом с этим домом, на Холланд-парк-роуд, освободилось два земельных участка. Первый из них приобрёл Валентин Принсеп, второй — Фредерик Лейтон; художники поселились в домах-студиях, построенных на заказ, и оставались соседями и друзьями до самой смерти Лейтона, скончавшегося в 1896 году. В 1875 году Малый Холланд-хаус снесли, чтобы освободить место для прокладки Мелбери-роуд. Лишившись жилья, Уоттс приобрел участок на новой улице, а вскоре его примеру последовали многие собратья по ремеслу: к моменту смерти Лейтона домами и студиями на Мелбери-роуд обзавелись еще десять художников. Каждую весну студии открывали для посетителей в рамках «Выставочного воскресенья», когда можно было заранее увидеть работы, подготовленные для ежегодной выставки Королевской академии.
Разнообразие жанров и стилей, в которых работали участники кружка (от портретов до марин, от романтизма до социального реализма) отражалось и в оформлении их домов-студий. Так, в доме скульпторов Торникрофтов (Томаса, Мэри и их сына Амо) имелись галерея, макетная студия и двор для работы по мрамору, а художник Маркус Стоун устроил на втором этаже своего дома «зимнюю студию» с полностью остеклёнными эркерами. Архитектор Уильям Бёрджес не нуждался в домашней мастерской, но воспользовался случаем проявить творческую фантазию и создал причудливое здание в стиле средневекового замка с богатым архитектурным декором, тематическими интерьерами и мебелью, изготовленной на заказ.
Дома, в которых жили члены кружка, сохранились до наших дней, а один из них, дом-студия Фредерика Лейтона, открыт для публики как мемориальный музей.

### Исторические дома и мастерские художников
- Холланд-парк-роуд, № 1. Построен в 1864 году по проекту Филипа Уэбба для Валентина Принсепа[3].
- Холланд-парк-роуд, № 2 (ныне № 12), дом-музей Лейтона. Дом построен по проекту Джорджа Эйтчинсона[англ.] для Фредерика Лейтона[5].
- Мелбери-роуд, № 2 (ныне № 2b) и 4. Построены в 1877 году по проекту Джона Белчера[англ.] и Амо Торникрофта для семьи Торникрофт. На доме № 2b установлена мемориальная синяя табличка[6].
- Мелбери-роуд, № 8. Построен в 1875 году по проекту Ричарда Нормана Шоу для Маркуса Стоуна[англ.]. Двухэтажный дом из красного кирпича с мансардой и черепичной крышей, в стиле королевы Анны[англ.]. В 1951—1971 годах здесь же проживал британский кинорежиссёр Майкл Пауэлл. На доме установлены мемориальные таблички[7].
- Мелбери-роуд, № 9 (ныне № 29), «Тауэр-хаус[англ.]». Дом Уильяма Бёрджеса, построенный в 1875—1881 годах по его собственному проекту[8].
- Мелбери-роуд, № 11 (ныне № 31), «Вудланд-хаус[англ.]». Построен в 1875 году по проекту Ричарда Нормана Шоу для Люка Филдса[9].
- Мелбери-роуд, № 14. Построен в 1877 году по проекту Дж. Дж. Стивенсона для Колина Хантера[англ.][10].

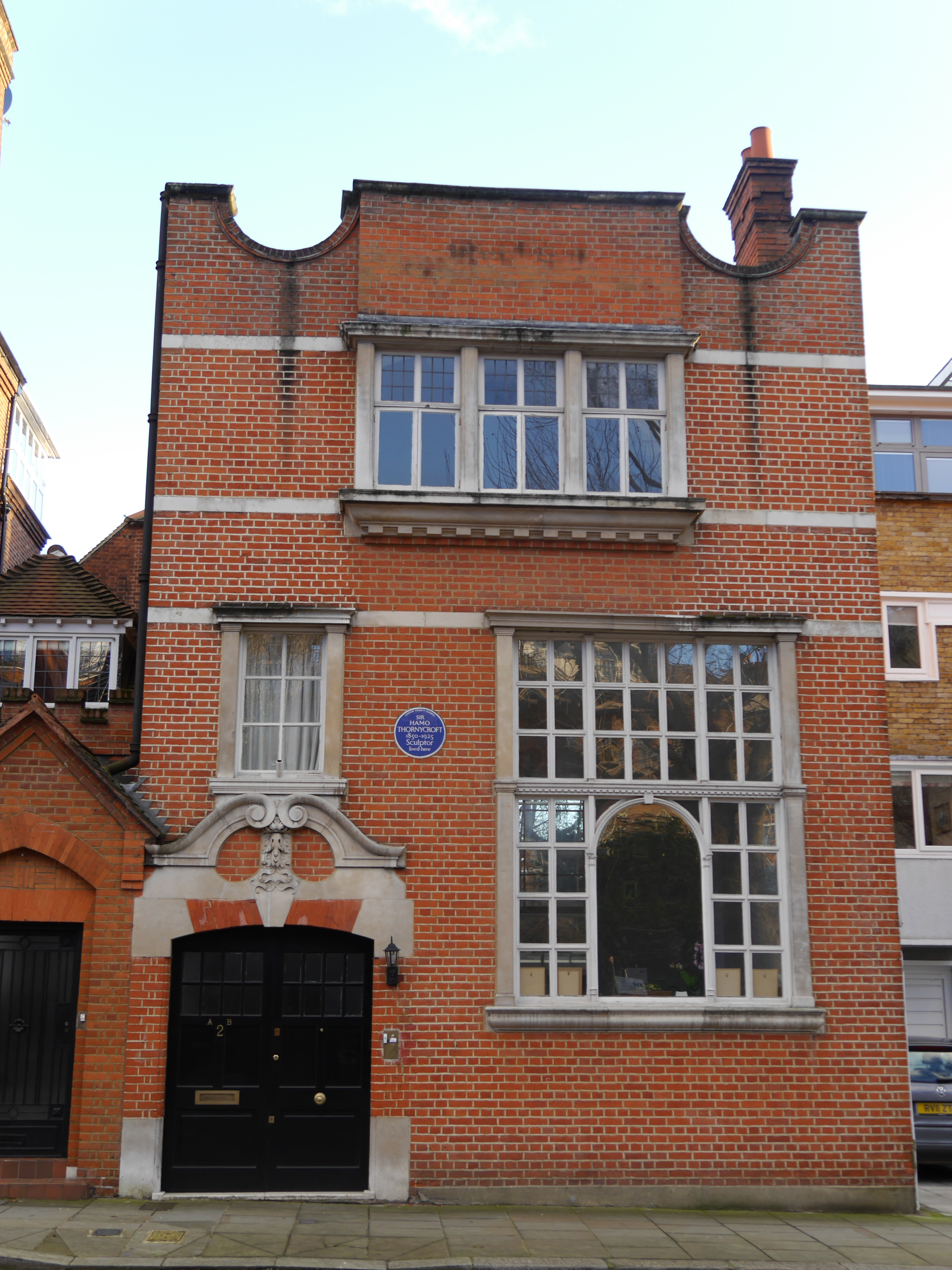
Мелбери-роуд, 2b
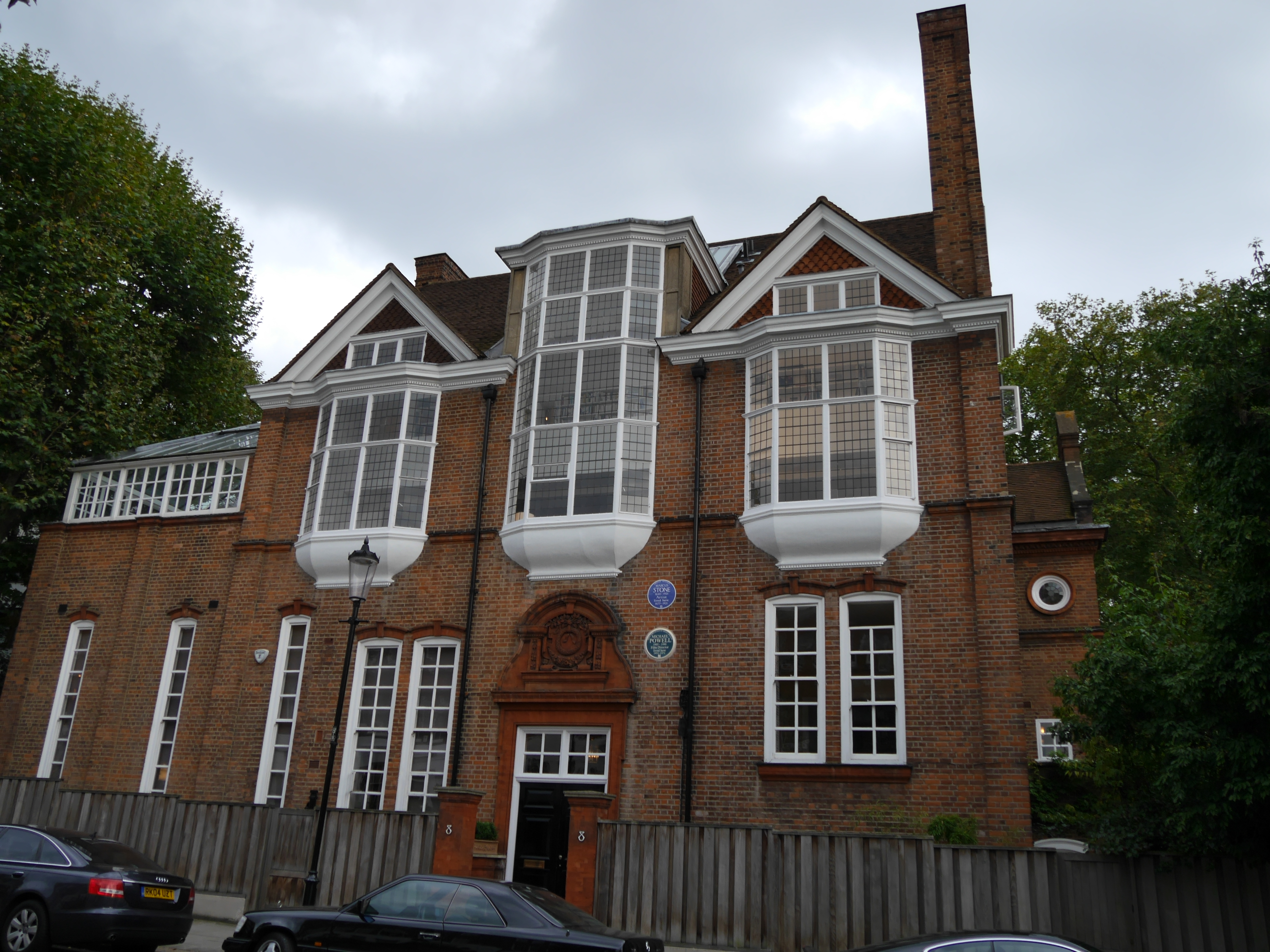
Мелбери-роуд, 8
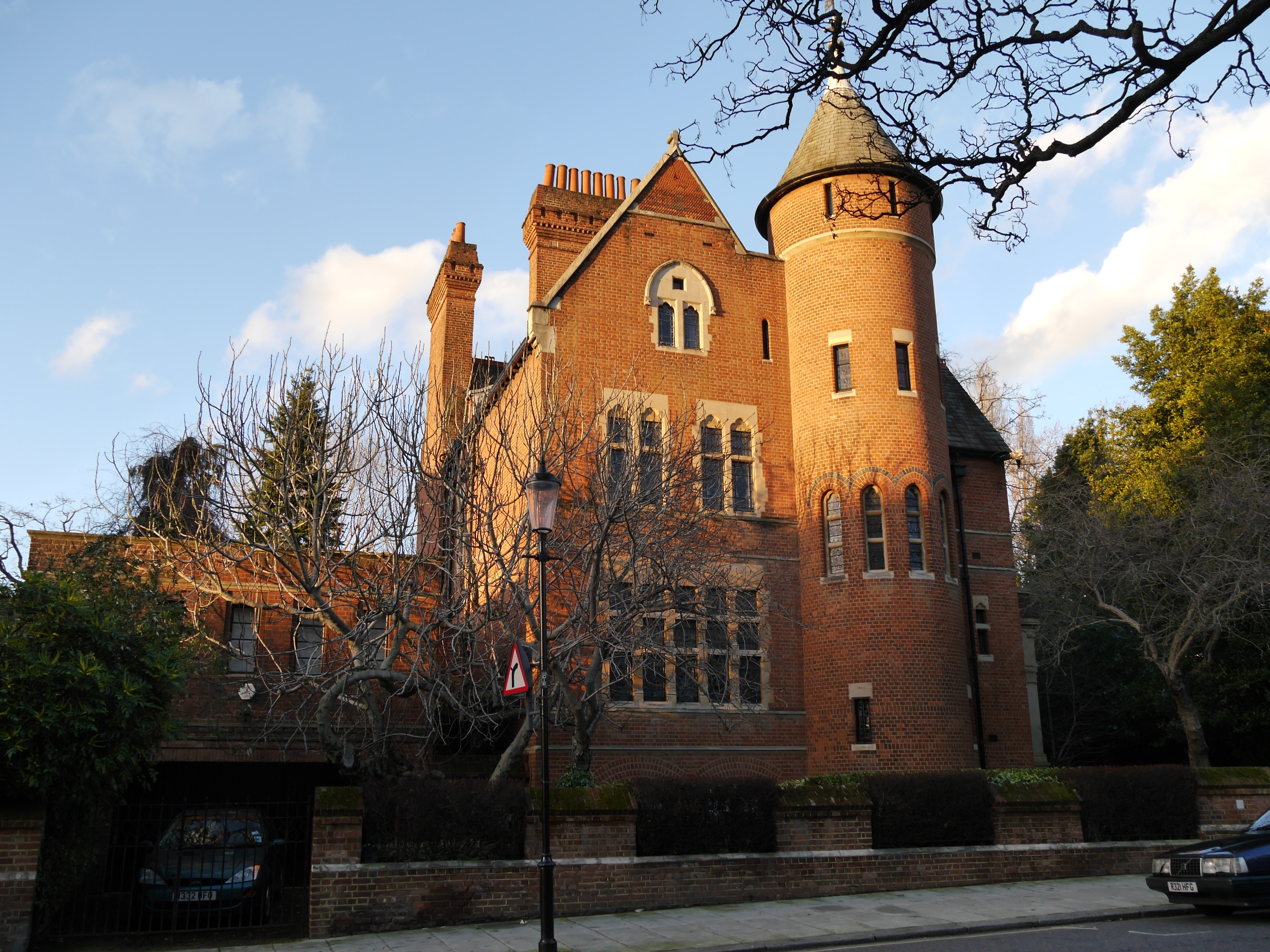
Тауэр-хаус[англ.]
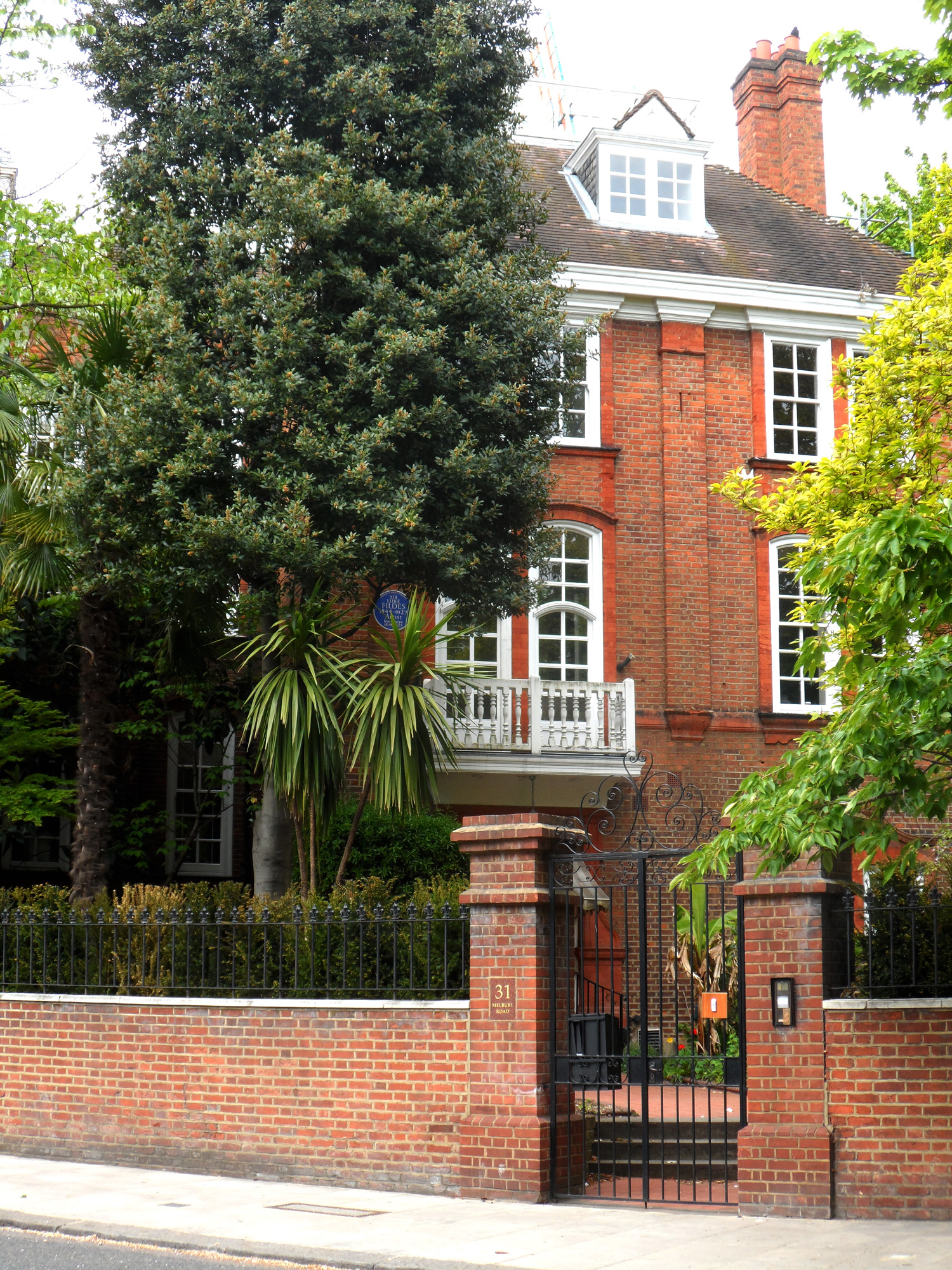
Вудланд-хаус[англ.]

### Лэнсдаун-хаус
В 1902—1904 годах по заказу южноафриканского промышленника Эдмунда Дэвиса (Edmund Davis) на одной из улиц Холланд-парка, Лэнсдаун-роуд, было построено восьмиэтажное здание, спроектированное шотландским архитектором Уильямом Флокхартом (William Flockhart). Квартиры и студии Лэнсдаун-хауса сдавались внаём, и в первые десятилетия XX века здесь жили и работали многие известные художники, в том числе Чарльз Рикеттс, Чарльз Хасселвуд Шэннон, Глин Филпот, Вивиан Форбс, Джеймс Прайд и Фредерик Кейли Робинсон, чьи имена указаны на синей табличке, установленной на здании.
В 1957 году британский музыкальный продюсер Денис Престон приобрёл здание, чтобы переоборудовать его в звукозаписывающую студию: необычно высокие потолки и корт для сквоша, располагавшийся на полуподвальном этаже, обеспечивали превосходную акустику. Так появилась первая в Лондоне независимая студия звукозаписи, действовавшая с 1958 по 2006 год. Затем здание вновь разделили на квартиры, сохранив лишь небольшое студийное помещение.

## Общественный парк
Парк Холланд-хаус площадью в 22 гектара (54 акра) был создан в начале XIX века Генри Вассалом-Фоксом, 3-м бароном Холландом. Главный вход в парк (с Кенсингтон-Хай-стрит) украшен коваными воротами XVIII века с монограммой Холландов, привезёнными 3-м бароном Холландом из Бельгии в 1836 году. Памятник этому политику и писателю установлен в центре пруда, к которому ведёт Аллея азалий (бывшая Аллея роз).

### Холланд-хаус
Расположенный на территории парка особняк Холланд-хаус был построен в 1604—1607 годах сэром Уолтером Коупом, дочь и единственная наследница которого, Изабель, в 1616 году вышла замуж за сэра Генри Рича. В 1624 году Рич стал 1-м графом Холландом; от этого титула особняк и получил свое нынешнее название. В 1840-е годы Генри Фокс, 4-й барон Холланд провёл капитальную реконструкцию дома.
Холланд-хаус сильно пострадал при бомбардировках Лондона в 1940 году: в ночь с 27 на 28 сентября на дом обрушились 22 зажигательных бомбы, превративших его в руины. В 1952 году Городской совет Лондона выкупил руины дома и прилегающие территории у последнего частного владельца — 6-го графа Илчестера. В 1957 году уцелевшее восточное крыло было переоборудовано в молодёжный хостел, а южная терраса, от которой сохранился лишь один ярус, подверглась перепланировке. В настоящее время руины особняка — восстановленная башня, остатки стен и аркад — служат задником для сцены оперного театра под открытым небом.

### Сады и лесная зона
В 1812—1814 годах в парке был устроен регулярный сад по проекту португальского мастера Серафину Буонаюти (Serafino Buonaiuti) — доверенного секретаря и библиотекаря 3-го барона Холланда. Первоначально сад назывался «Португальским», но был переименован в «Голландский», когда отношения между Великобританией и Португалией испортились. Этот партерный сад, разбитый на террасы, состоит из цветников, образующих сложный геометрический орнамент и разделённых невысокими живыми изгородями. Первоначально в саду были установлены два фонтана (снесённых к середине XX века) и позолоченная армиллярная сфера (которую в конце XX века заменили на новую). Сюда же были высажены георгины, которые супруга 3-го барона Холланда впервые в истории вырастила на английской почве из семян; в 1992 году цветник с георгинами был восстановлен.
Увитая плющом кирпичная стена с северной стороны Голландского сада — остатки конюшен XVII века, большей частью снесённых после 1796 года. На их месте была построена оранжерея, в середине XIX века переоборудованная в бальный зал с бельведером в неояковианском стиле; с 1999 года в этом здании располагается ресторан «Бельведер».
Второй регулярный сад Холланд-парка, «Ирисовый», разделен на прямоугольные цветники и в целом имеет такую же форму; в центре находится круглый пруд со статуей-фонтаном работы Уильяма Пая, заменившей старую статую XIX века.
Значительную часть парка занимает лесная зона, а в южной части находится спортивная зона с площадкой для крикета и теннисными кортами. На территории парка располагаются детская площадка, гигантские напольные шахматы и два японских сада. Шахматы были установлены в 2010 году по проекту англо-французского композитора, пианиста и шахматиста-любителя Джейсона Кушака и не только служат развлечением для детей: по словам Кушака, в Холланд-парке проходили шахматные турниры, в том числе с участием российских гроссмейстеров.
Сад «Киото» (с японскими клёнами, каменными фонариками, декоративными водопадами и небольшим прудом, населённым карпами кои) был создан в 1991 году как символ дружбы между Великобританией и Японией. Мемориальный сад «Фукусима» открылся в 2012 году как дар от японского народа в благодарность за поддержку, оказанную жертвам аварии на АЭС «Фукусима-1» в марте 2011 года.
На территории парка обитают серые белки и павлины. С 2010 года ведётся работа по созданию луговой зоны с дикой флорой и фауной.

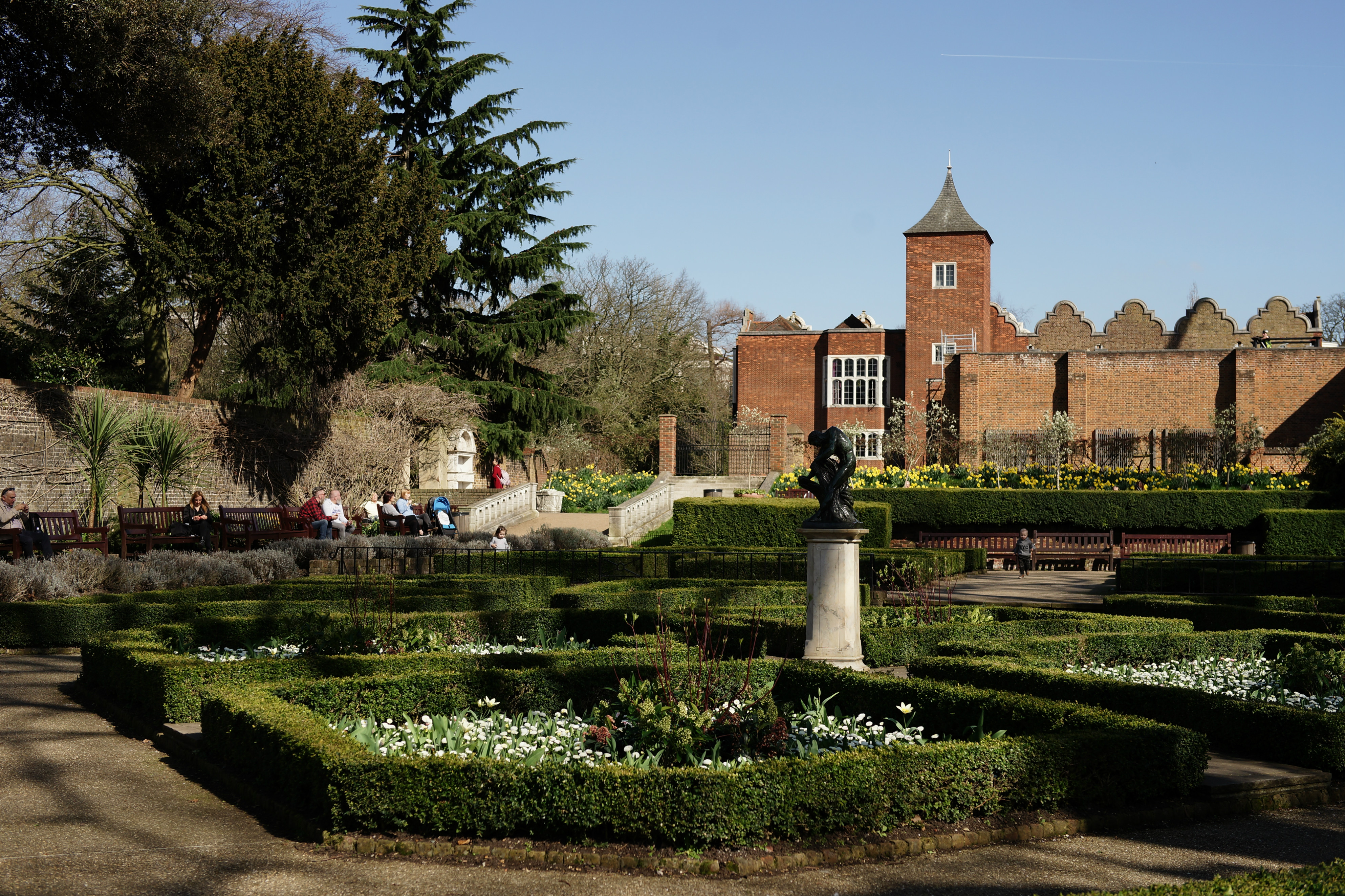
Регулярный сад с видом на Холланд-хаус
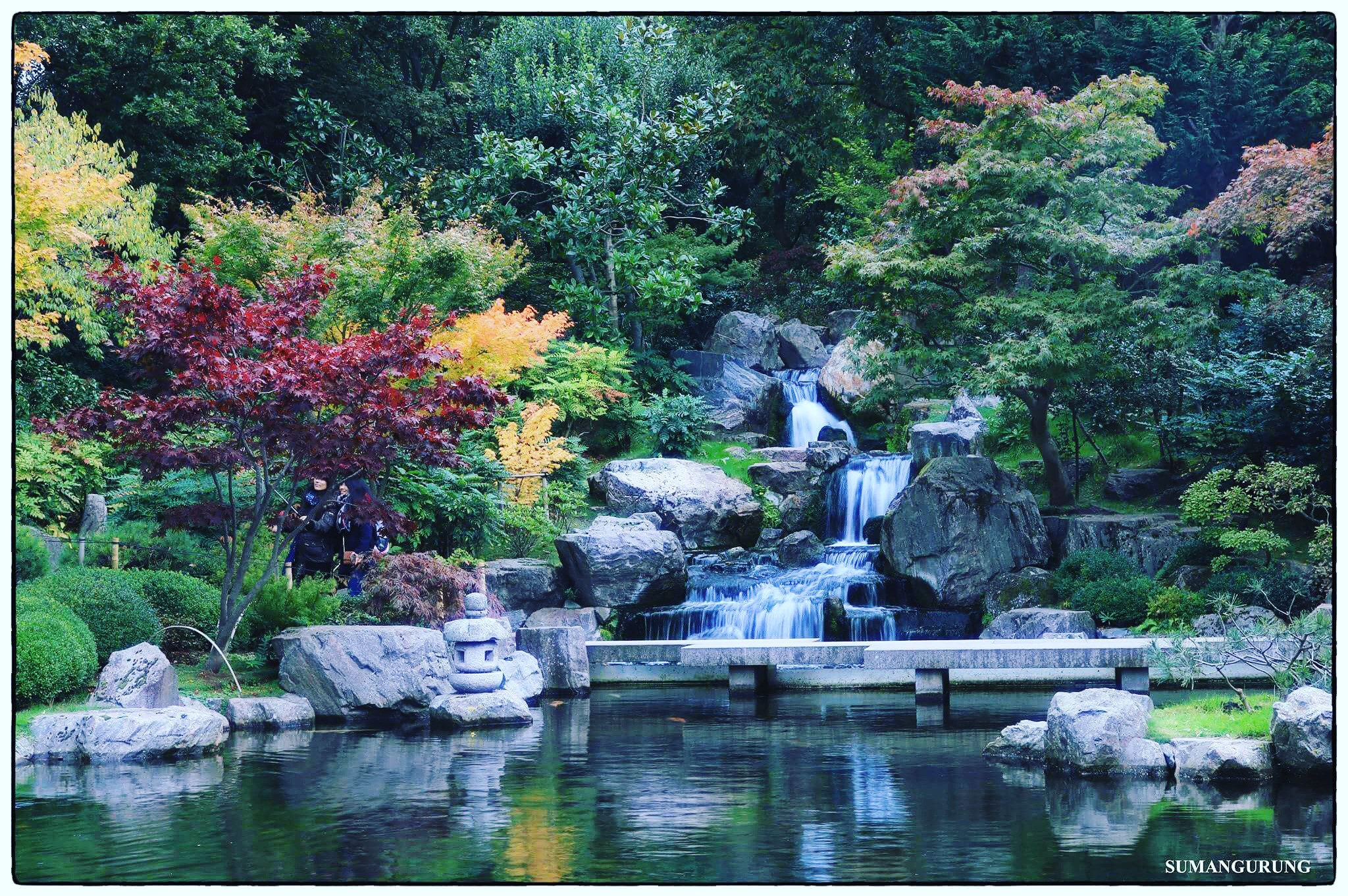
Сад "Киото"
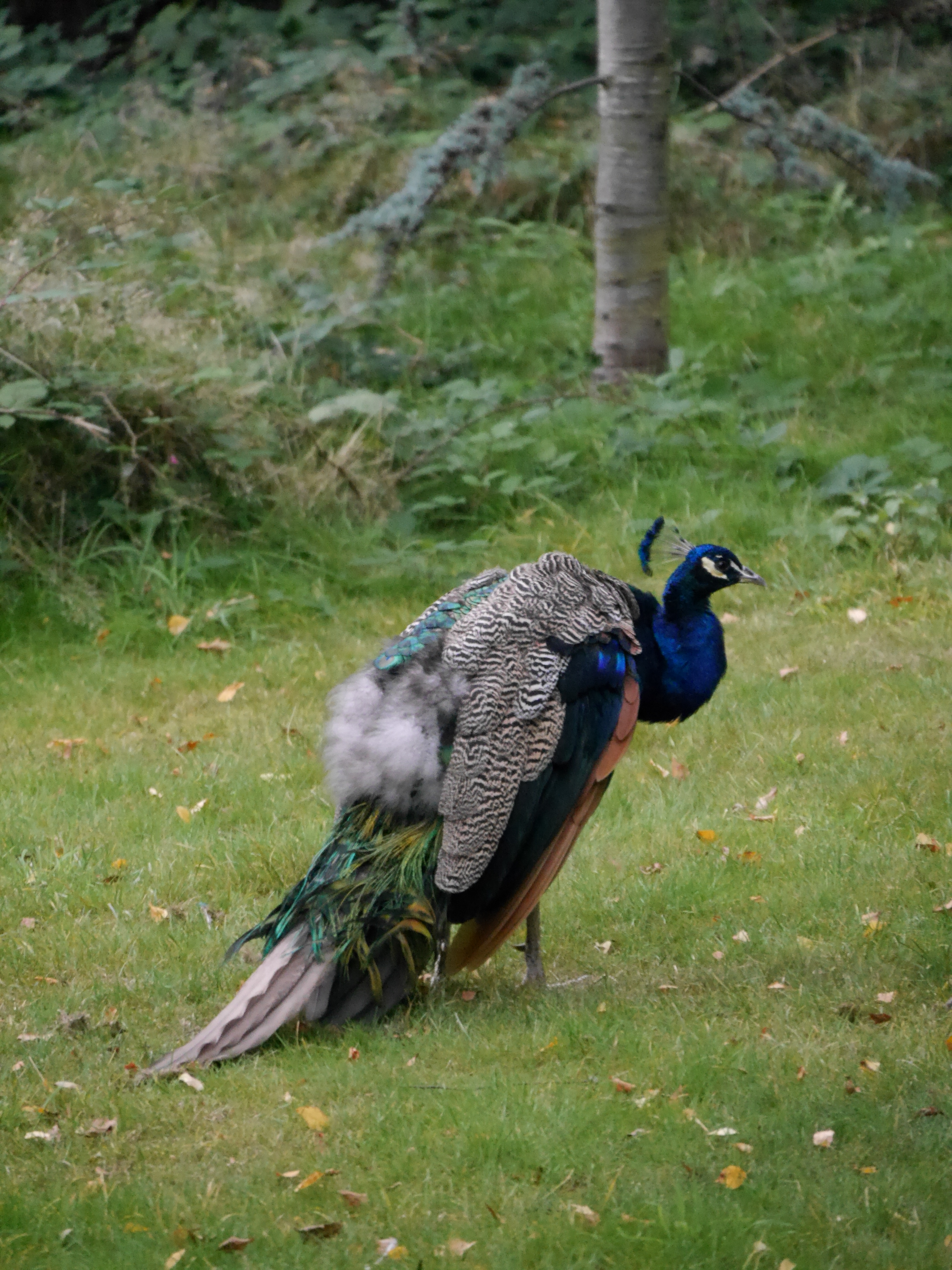
Павлин в Холланд-парке

### Скульптура

#### Пилоны ворот
Ворота оперного театра «Холланд-парк» обрамлены пилонами из белого портлендского камня работы Иниго Джонса и Николаса Стоуна, возведёнными в 1629 году и до 1848 года украшавшими деревянные ворота особняка Холланд-хаус. Затем они были перемещены в сад за домом, а в 1959 году, после реставрации восточного крыла разрушенного особняка, перенесены на своё нынешнее место. Каждый пилон состоит из двух дорических колонн, опирающихся на пьедестал и поддерживающих архитрав с небольшим фронтоном; между колоннами располагается панель с полукруглой нишей. Фронтоны увенчаны скульптурными грифонами, держащими объединённый герб семейств Рич и Коуп.

#### «Мальчик с медвежатами»

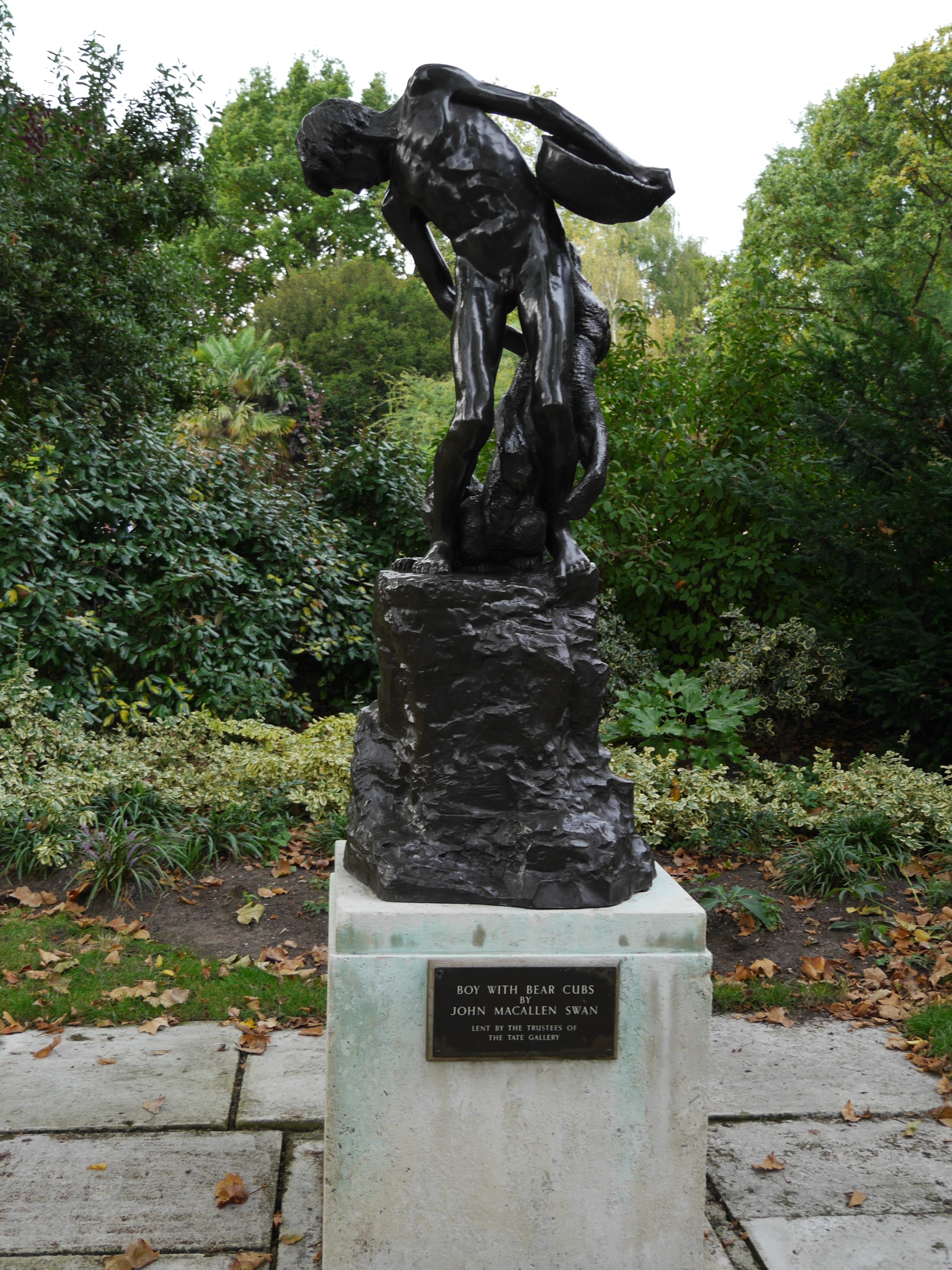
Джон Макаллан Суон, «Мальчик с медвежатами»

Бронзовая с зелёным патинированием статуя работы Джона Макаллана Суона «Мальчик с медвежатами» (1902) расположена у входа в «Голландский сад». Обнажённый мальчик, стоящий на камне, левой рукой придерживает на бедре большую чашу, а правой держит за ошейник медвежонка. Второй медвежонок, стоящий на задних лапах рядом с камнем, опирается передней лапой на спину первому.
В 1902 году статуя была впервые выставлена в художественной галерее Тейт и приобретена Полом Мейкинсом (англ. Paul Makins), который передал её в дар галерее Тейт в 1934 году. 25 ноября 1957 года Совет попечителей галереи Тейт предоставил статую для размещения в Холланд-парке.